# Maximilian von und zu Trauttmansdorff
Maximilian von und zu Trauttmansdorff (Graz, 23 maggio 1584 – Vienna, 8 giugno 1650) è stato un politico e nobile austriaco.
Consigliere segreto dell'imperatore dell'imperatore Ferdinando II del Sacro Romano Impero e poi primo ministro sotto l'imperatore Ferdinando III, fu tesoriere della corte viennese nonché uno dei principali politici e diplomatici della guerra dei trent'anni.

## Biografia
Di famiglia baronale austriaca, Maximilian von und zu Trauttmansdroff iniziò la propria carriera alla corte imperiale di Vienna.
Nel 1619 riuscì a concludere una fruttuosa alleanza tra Ferdinando II e Massimiliano I, duca di Baviera, che fruttò in seguito a quest'ultimo l'ottenimento dell'elettorato. Con la firma della pace di Nikolsburg (6 gennaio 1622), Gábor Bethlen rinunciò alle sue pretese alla corona ungherese, risultò ancora una volta fondamentale la mediazione di von Trauttmansdorff. Nel 1623, come ricompensa per la sua abilità e la fedeltà dimostrata alla causa imperiale, Maximilian venne elevato alla dignità comitale.
Alla corte di Vienna, fu uno dei principali oppositori alla politica del generale Wallenstein. Trauttmansdorff nel dicembre del 1633 venne inviato a Pilsen presso Wallenstein affinché questi intraprendesse una campagna militare contro Bernardo di Sassonia-Weimar che aveva in animo di invadere la Baviera. Wallenstein non rispose all'ordine dell'Imperatore e, quando fece ritorno a Vienna, Trauttmansdorff condannò la posizione di Wallenstein e consigliò all'imperatore di arrestarlo.

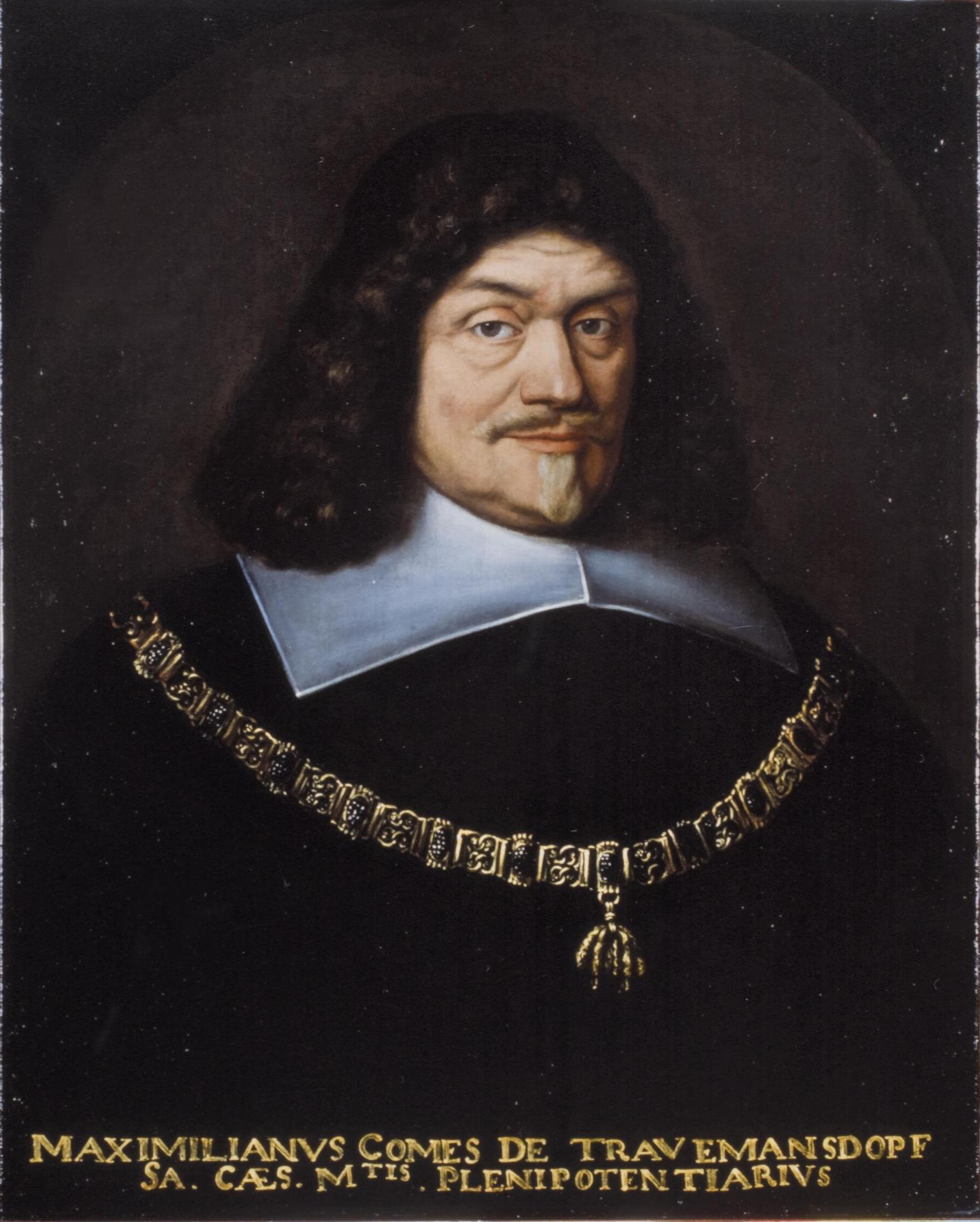
Maximilian von und zu Trauttmansdorff in un ritratto di Jan Baptista Floris del 1648

Nel 1634 Trauttmansdorff venne nominato primo ministro da Ferdinando II e gli vennero ancora una volta affidati incarichi di natura diplomatica: il 30 maggio 1635 concluse la pace di Praga. Questo trattato di pace rafforzò la posizione della coalizione imperiale e cattolica e prevedeva il ritiro delle truppe straniere dal suolo tedesco, oltre a trovare un accordo coi principi protestanti dell'Impero.
Nel 1639 Trauttmansdorf, che in precedenza aveva posseduto una residenza più piccola a Tuchlauben, acquistò quello che fu in seguito chiamato Palazzo Trauttmansdorf nella Herrengasse di Vienna, non lontano dal palazzo imperiale, il quale rimase tra le proprietà della sua famiglia sino agli anni '40 del Novecento.
Dal 1645 al 1647, von Trauttmansdorff ebbe un ruolo decisivo nella definizione delle clausole della pace di Vestfalia per la parte degli Asburgo. Nel giugno del 1647 presentò dei progetti di compromesso per i negoziati di pace che da lui presero il nome collettivo di "Trauttmansdorffianum". Il 6 giugno 1647, ad ogni modo, i progetti di Trauttmansdorf vennero bocciati ed egli venne richiamato alla corte di Vienna. I negoziati vennero continuati dal conte Giovanni Ludovico di Nassau-Hadamar quando la sua salute peggiorò eccessivamente.
Trauttmansdorff sposò la contessa Sophie Pálffy, con la quale ebbe sette figli e due figlie.
Massimiliano von und zu Trauttmansdorf morì l'8 giugno 1650 a Vienna.